# أوفاديا إيلي
أوفاديا إيلي (بالعبرية: עובדיה עלי‏) و (بالعبرية: עובדיה עלי) وهو سياسي إسرائيلي سابق من أصوله تعود إلى يهود العراق ولد في يوم 22 أيار 1945 في مدينة خانقين في محافظة ديالى في العراق هاجر مع عائلته إلى إسرائيل في سنة 1950 وتعلم هناك في جامعة حيفا وفي سنة 1984 أصبح عضواً في الكنيست الإسرائيلي من حزب الليكود إلى سنة 1991 وأصبح وزير الدفاع الإسرائيلي من سنة 1991 إلى سنة 1992 وحالياً هو مسؤول سلطة المطارات في إسرائيل.